# Каравелла

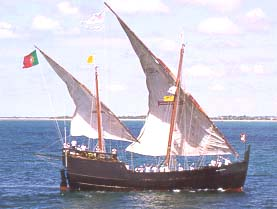
Двухмачтовая каравелла-латина

Караве́лла — тип парусного судна,  распространённый в Европе, особенно в Португалии и Испании, во второй половине XV — начале XVII века. Один из первых и наиболее известный тип кораблей, с которых начиналась эпоха Великих географических открытий.
Образ каравеллы обычно представляется двух- или трёхмачтовым судном с косым латинским парусным вооружением (каравелла-латина). Хотя на каравеллах нередко использовалось и прямое парусное вооружение (каравелла-редонда).
Благодаря своему поэтичному названию каравелла ассоциируется со всеми средневековыми океанскими путешествиями и открытиями новых земель, тем самым незаслуженно вытеснив более пригодные для морских походов и более распространённые в то время каракки. Хотя каравеллы и участвовали в океанских походах, это было на начальном этапе Эпохи Великих географических открытий, во время первых походов португальцев вдоль западного африканского побережья. Позже каравеллы играли второстепенную роль в составе эскадр, состоящих из каракк, в том числе в походах Христофора Колумба, Васко да Гамы, Фернана Магеллана.

## Этимология
Слово португальского происхождения. Caravela (порт.), уменьшительное от caravo — небольшое парусное судно. Восходит к позднелатинскому carabus — плетёная лодка, обшитая кожей. Латинское слово, в свою очередь, происходит от греческого χαραβος. К этому же греческому слову восходит русское «корабль» и поморское «карбас».
Существуют и другие версии этимологии слова «каравелла». Так, есть утверждения, что в начале XIII века термин каравелла имел отношение к небольшим арабским судам с латинским парусным вооружением, называвшимся qârib. Впрочем, слово qârib тоже восходит к греческому κάραβος Каравелла.
В XIX веке существовала романтичная, но неверная «итальянская» версия происхождения слова «каравелла», связанная с красотой и изяществом судна — от итальянского cara bella — «милая красотка». Данная версия не имеет убедительных оснований.
Созвучность английского (и других западноевропейских языков) термина carvel (выполнение обшивки судна «вгладь») — в противоположность клинкерной обшивке clinker («внакрой») — с названием caravel не позволяет делать вывод о происхождении слова «каравелла» от названия технологии, так как появление термина carvel зафиксировано значительно позже, чем название судна.

## История

### XII век. Первое упоминания термина
Впервые название «caravellum» появляется в Генуэзских документах середины XII века, где оно относится к тендеру en:Ship's tender — небольшому судну или лодке, применяемому для разгрузки больших судов. Нет никаких оснований считать, что это судно или лодка имело какое-то отношение к привычной нам конструкции каравеллы XV—XVI веков.

### XIII век. Каравеллы — небольшие рыбацкие лодки Иберийского полуострова
Первое упоминание португальской каравеллы встречается в документе, связанном с событиями 1226 года, когда некая каравелла была насильно включена в состав Английского флота при его возвращении в Гасконь. Очевидно, что это уже более значимое, чем просто небольшая лодка, судно, которое было достойно упоминания о включении в состав флота, и которое было способно к плаванию в Бискайском заливе.
В законодательных документа португальского города Вила-Нова-ди-Гая («Foral Vila Nova de Gaia») от 1255 года каравелла упоминается как судно, с которого платится наименьшая входная пошлина. То есть, каравелла на тот момент была наименьшим судном среди упомянутых (barca seeyra, burcardus trincatus, burcia, pinaza).
Подобный Кастильский документ 1255-1256 годов (Siete Partidas en:Partidas Альфонса X Мудрого) так же помещает каравеллу среди судов других типов («…balener, leno, pinaça, caravela e otros barcos (…каравелла и другие лодки)» Пинас).

### XV век
Суда с названием «каравелла» известны с XIII века. Но до XV века каравеллой называли небольшое португальское рыболовное парусное судно водоизмещением около 20 тонн.
Во второй половине XIII века Португалия стала первым иберийским королевством, завершившим Реконкисту и вступила в эпоху своего расцвета. С XIV века португальцы были заинтересованы в транссахарских морских путях, которые были нужны для развития торговли в обход арабских территорий в северной Африке.
В 1415 году португальцы захватили у арабов Сеуту, город на северном побережье Марокко прямо напротив Гибралтара, который стал форпостом португальцев для исследований западного побережья Африки.
С 1419 года принц Португалии Генрих Мореплаватель (1394—1460) начинает активно снаряжать экспедиции для исследования западного побережья Африки.
Первые исследователи атлантического побережья Африки использовали одномачтовые барки и более крупные «баринели». Но приблизительно с 1440-х годов развитие получают каравеллы.
Тип этих маневренных, приспособленных как для прибрежных, так и для морских плаваний, кораблей с латинским парусным вооружением формировался под влиянием кораблей Магриба. Арабы использовали суда с латинским парусным вооружением (багала, дау, кариб) для плаваний вдоль побережья своих земель, в том числе и на северо-западе Африки. Они были приспособлены для плавания на мелководье и использовались как для рыбного лова и каботажных плаваний, так и в качестве лёгких военных кораблей. Такие арабские багалы с латинским парусным вооружением известны с VII века.
Парусное вооружение каравеллы-латины очень похоже на латинское парусное вооружение арабских судов. Но в отличие от багалы, каравелла имеет меньшее удлинение — так, типичное соотношение длины к ширине для арабских багал и дау составляет 5:1 и больше, а для каравеллы характерно 4:1 и меньше. Такое решение лучше подходит для походов в океане, особенно в неизвестных водах, так как увеличивает остойчивость судна и повышает его грузоподъемность, что позволяет брать больше запасов воды и провизии для морского перехода неизвестной продолжительности.
В 1494 году Тордесильясский договор решением Папы разделил мир между Испанией и Португалией по «папскому меридиану», проходящему в 482 километрах западнее Азорских островов. Таким образом Испании достались все новые земли к западу от 49°32’56" западной долготы, а Португалии — все ещё не открытые земли к востоку от этого меридиана.
История этого решения, которое в дальнейшем повлияет на политику Европы и спровоцирует войны, начинается ещё в 1452 году. Такое разделение мира между Испанией и Португалией повлияло не только на европейскую и мировую политику, но и на конструкцию каравелл.
Так, в Португалии у каравелл сохранилось латинское парусное вооружение, как более подходящее для плаваний вдоль африканского побережья. А в Испании развитие получает каравелла-редонда с прямым парусном вооружением на фоке и гроте, которое более подходит для трансатлантических переходов.

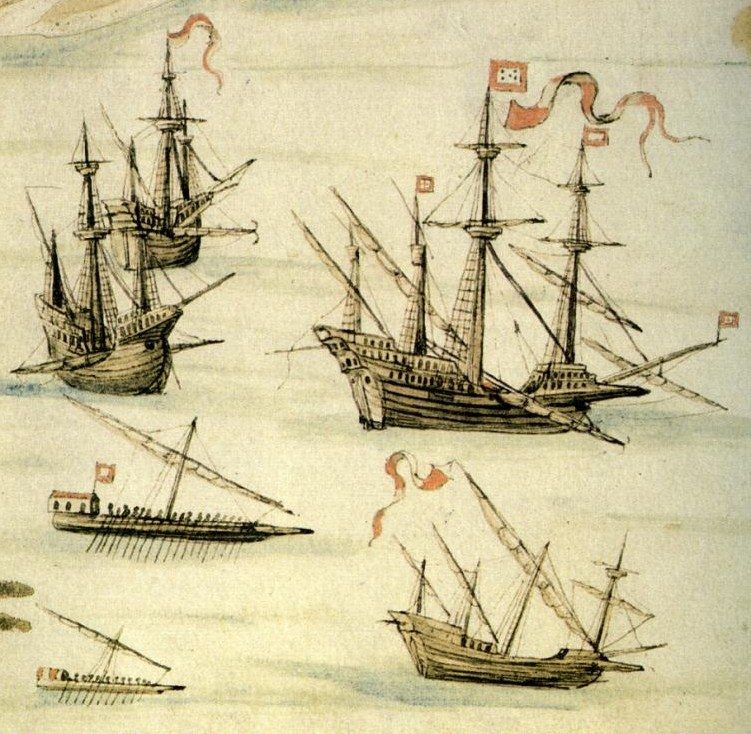
Жуан ди Каштру. Португальские каракки, галеон, каравелла-редонда и галеры во время экспедиции в Египет в 1540 г.

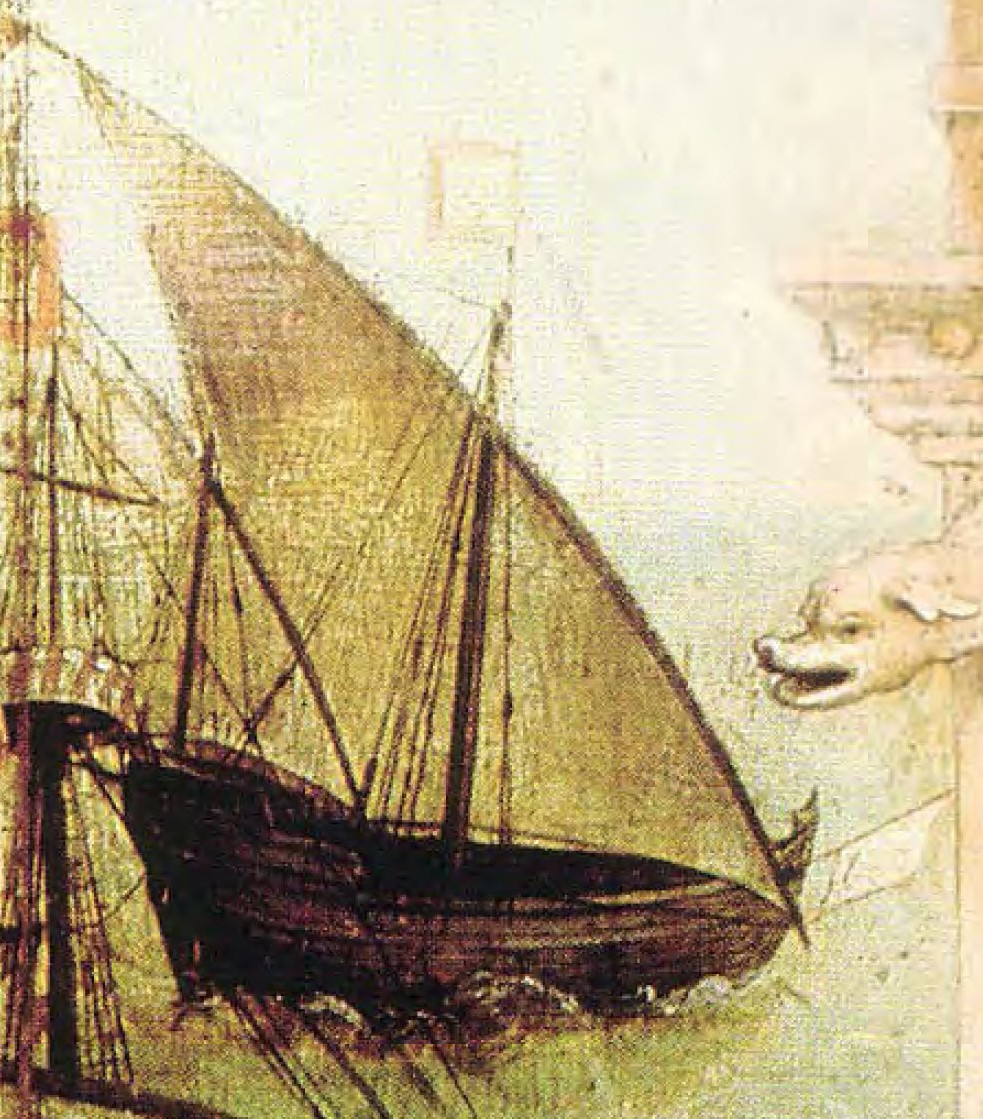
Одно из немногих и одно из самых известных средневековых изображений каравеллы. Двухмачтовая каравелла-латина, фрагмент ретабло Святой Авты. Лиссабон. 1520 год.

К концу XV столетия в океанских походах каравеллу начинает заменять более крупная и более мореходная каракка. Так, в 1488 году Бартоломеу Диаш совершил поход к мысу Доброй Надежды на двух каравеллах. Но уже в 1492 году среди трёх кораблей Христофора Колумба флагманом является каракка (называемая также нао или нау) «Санта-Мария» в сопровождении двух каравелл, «Пинты» и «Ниньи». В 1497 году Васко да Гама первым из европейцев достиг Индии морским путём, в его эскадре, состоящей из четырёх кораблей, было две каракки, только одна каравелла, а также малое вспомогательное судно. С самого начала XVI века Португалия регулярно снаряжает эскадры в Индию, а Испания — в Америку, которые в основном состоят из каракк. В первом кругосветном походе Магеллана-Элькано 1519—1522 годов участвовали четыре каракки и одна каравелла.
Каравеллы имели распространение до XVII века.

## Разновидности каравелл
За долгий период существования, с XIV по XVII век, в источниках встречаются разные типы каравелл, отличающиеся друг от друга конструктивно.

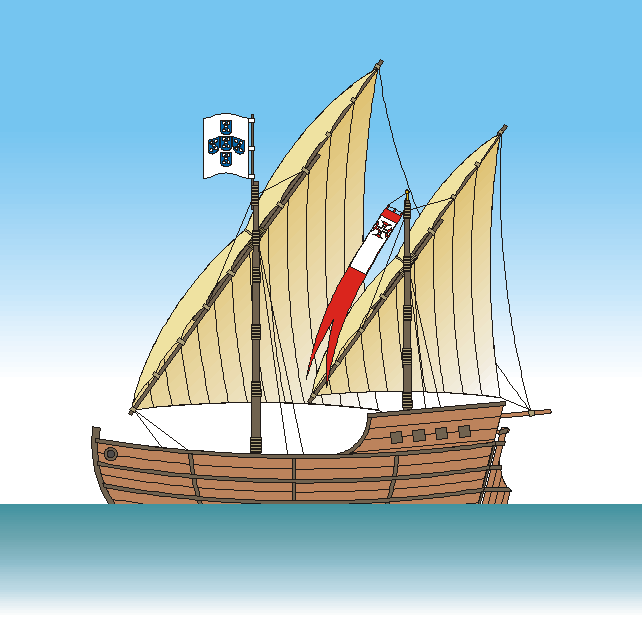
Двухмачтовая каравелла-латина

Каравелла-латина (caravela latina). Небольшая, двух- или трёхмачтовая каравелла с латинским вооружением на всех мачтах — конструкция, характерная для первых каравелл. Наиболее известный образ каравеллы. Именно такими были первые «каравеллы открытий» (каравеллы эпохи Великих географических открытий, точнее первого её этапа) — суда, на которых португальцы начали исследовать западное побережье Африки в начале XV века. Именно на таких каравеллах Бартоломеу Диаш достиг южной оконечности Африки и первым из европейцев достиг Индийского океана морским путём в 1488 году.

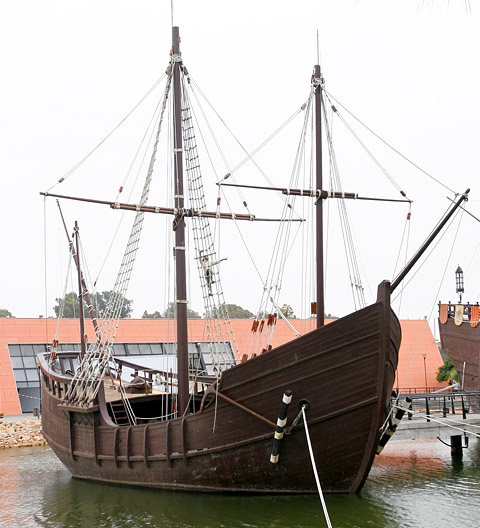
Реплика «Пинты», каравеллы-редонды первого похода Христофора Колумба

Каравелла-редонда (caravela redonda — от исп. redonda — прямой парус). Каравелла, вооруженная прямыми парусами на фок- и грот-мачте и латинским парусом на бизани.
Латинское парусное вооружение эффективно при хождении против ветра, что удобно для движения и маневрирования вдоль берега, поэтому каравелла-латина использовалась португальскими моряками при исследованиях западного африканского побережья и в качестве судна для каботажного и речного плавания в пределах своих территориальных вод.
Для хождения в открытом море и для трансокеанских переходов, где преобладают постоянные попутные ветра, более эффективны прямые паруса. Поэтому мореплаватели Бискайского залива, Северного моря, а позже испанцы, начиная с Колумба, при плаваниях из Европы в Америку и обратно использовали каравеллы-редонды.
Так, каравелла первой экспедиции Колумба «Нинья» была переоборудована из каравеллы-латины в каравеллу-редонду перед походом, а каравелла «Пинта» — уже в процессе плавания, при остановке на ремонт на Гран-Канарии (за 9 августа в судовой дневник Колумба занесена запись: «Hicieron la Pinta redonda, porque era latina» — «Сделали из "Пинты" редонду, поскольку она была латиной»). Лишь «Санта-Мария» изначально была с прямым парусным вооружением. Таким образом, все три корабля первого похода Колумба имели прямое парусное вооружение, так как ожидалось движение с постоянным попутным ветром (см. пассат).
Каравеллы-редонды были весьма распространены, особенно в дальних походах, хотя сейчас стереотипным для каравеллы того периода является изображение каравеллы-латины, несмотря на то, что с конца XV века они использовались в основном для прибрежного плавания.
Каравеллы исследований, каравеллы открытий, (порт. caravelas dos descobrimentos), (англ. caravels of the discoveries), (англ. caravels of exploration). Собирательное название каравелл начального периода эпохи Великих географических открытий — второй половины XV века. Подразумевает небольшие, водоизмещением до 60 тонн, двух- или трёхмачтовые каравеллы-латины или каравеллы-редонды, в отличие от более поздних четырёхмачтовых caravelas de armada, получивших распространение в XVI веке и имевших большее водоизмещение и тяжелое артиллерийское вооружение.
В частности, такие каравеллы были в походе Барталомеу Диаша и в первом походе Христофора Колумба.
Caravela de Armada («каравелла армады»). С самого начала XVI века, после открытия в 1497—1499 годах Васко да Гама морского пути в Индию, Мануэл I каждый год начинает отправлять в Индию армады, состоящие из 10-20 кораблей. Помимо каракк, составляющих ядро этих армад, в их состав входят большие хорошо вооруженные четырёхмачтовые каравеллы, которые в источниках называются «caravelas de armada».
Каравелла армады имела слегка наклоненную вперед фок-мачту, вооруженную двумя прямыми парусами — фоком и фор-марселем, грот, вооруженный латинским парусом, и, также вооруженные латинскими парусами, бизань и бонавентуру. Каравелла армады обретает поднятый бак (не такой высокий, как у каракки), что связано с прямым вооружением фок-мачты — не требуется свободного пространства бака для манипуляций с реем латинского паруса.
Водоизмещение каравеллы армады было относительно большим — 80—100 тонн, а иногда достигало и 160—180 тонн.
Для каравеллы армады XVI века характерно наличие пушечных портов, которых не было на каравеллах XV века. Вооружение корабля состояло из нескольких десятков орудий, иногда до 30—40, но это количество включало также лёгкие вертлюжные пушки и фальконеты.
Каравеллы армады использовались на протяжении всего XVI века.
Caravela Mexiriqueira, caravela de aviso («посыльная каравелла»). Другой тип каравеллы, упоминаемый в источниках и существовавший в XVI веке — caravela mexiriqueira — небольшие, относительно быстрые и маневренные каравеллы, использовавшиеся для передачи сообщений между кораблями и портами. Эти каравеллы совмещали скорость и маневренность небольших рыбацких каравелл и возможность нести лёгкое артиллерийское вооружение. Посыльные каравеллы отличались от каравелл армады размерами, вооружением и численностью команды, и в документах своей эпохи упоминались отдельно от других каравелл. Водоизмещение caravela mexiriqueira в документах XVI века упоминается как 20—25 тонн.
Caravelão. В португальских и бразильских источниках встречается также такая разновидность, как caravelão, в других языках — исп. carabelón, итал. carabellone. Во всех этих языках суффикс -o (-on) имеет значение увеличения, однако, судя по описаниям в источниках, caravelão — это суда небольшого водоизмещения, сравнимые с каравеллой-латиной и заметно меньшие, чем существовавшие в тот же период caravela de armada.
В трактате Livro Náutico 1580—1609) есть инструкции по строительству двухмачтовой caravelão, с латинским парусным вооружением, водоизмещением 40—50 тонн. Судно было рассчитано на команду из 25 человек и предусматривало вёсла в качестве вспомогательного движителя. Вооружение этой каравеллы составляли 2 фальконета и 4 лёгких казённозарядных вертлюжных орудия (versos).
Caravela pescareza (от порт. pescador — рыбак). Небольшие рыбацкие каравеллоподобные лодки, собственно предшественники каравелл, которые использовались рыбаками иберийского полуострова на протяжении веков, как до, так и в эпоху каравелл. Имели латинское парусное вооружение.
Небольшие рыбацкие каравеллы зачастую были беспалубными или частично беспалубными, в отличие от каравелл, использовавшихся для дальних походов.
Близкими современными наследниками этих лодок являются каики Алгарви.
|  |  |

## Конструкция
Парусное вооружение. Каравеллы обычно имели 3 мачты. Наличие бушприта не характерно для каравеллы, хотя на некоторых изображениях можно встретить каравеллу с бушпритом (обычно каравеллу-редонду).
По типу парусного вооружения каравеллы разделяют:
- Каравелла-латина — косые латинские паруса на всех мачтах.
- Каравелла-редонда (от исп. redonda — прямой парус) — прямые паруса на фок- и грот-мачтах, и косой латинский парус на бизани.

Размеры и конструкция корпуса. Типичная длина каравеллы 15-35 метров, ширина 4-9 метров, осадка 2-4 метра, водоизмещение 50-80 тонн, иногда до 200 тонн.
Характерной чертой каравелл является длинный полуют — длинная, относительно высокая (но значительно меньше, чем у каракк и более поздних галеонов) надстройка на корме. Носовую надстройку (форкастль) каравеллы имели не всегда.

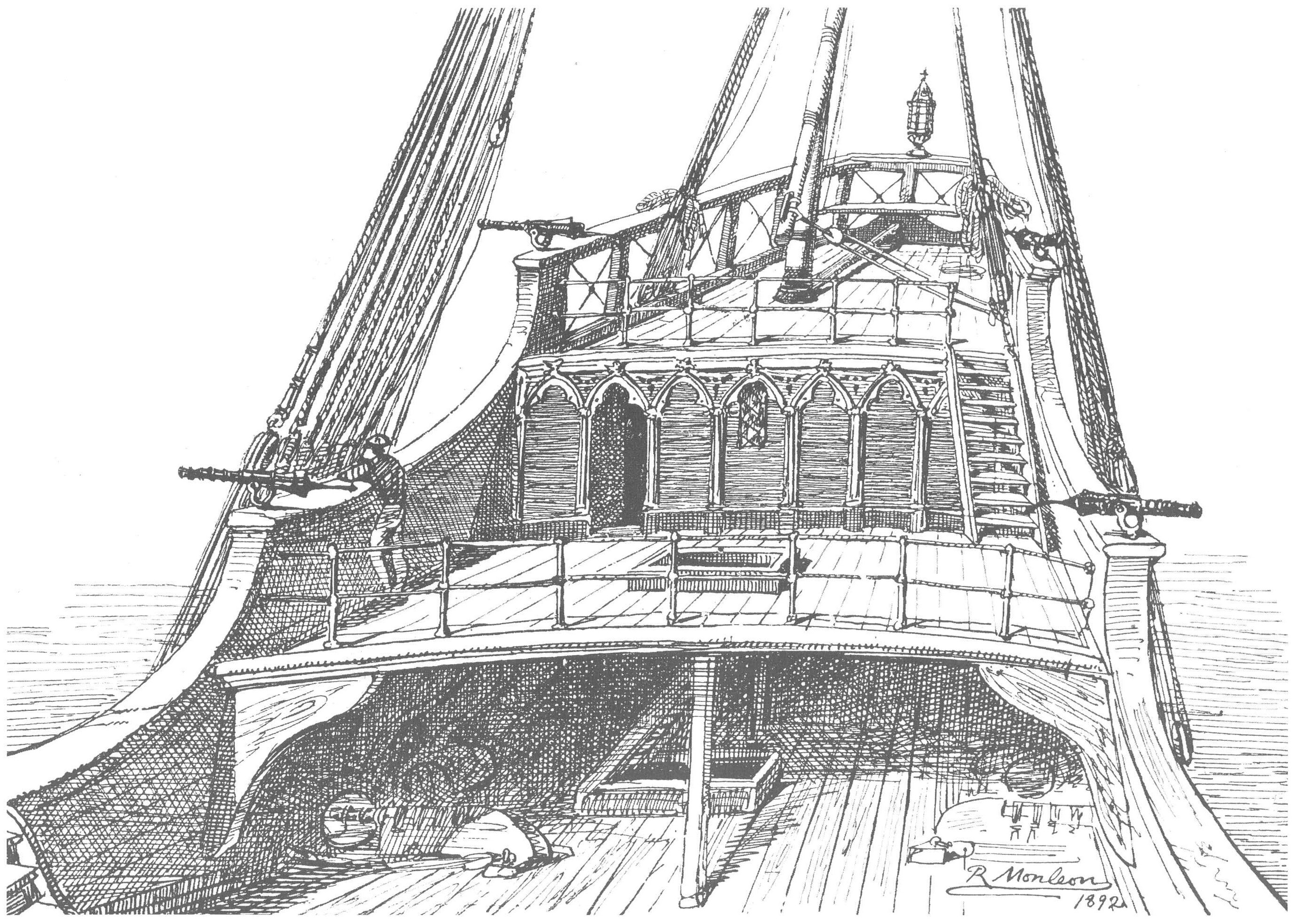
Вид на шканцы «Санта-Марии» (реконструкция 1892 года).
Хотя на рисунке нао (испанская каракка), он хорошо иллюстрирует корабельную артиллерию XV века, применявшуюся в том числе на каравеллах

Вооружение. На ранних каравеллах XV века артиллерийское вооружение состояло из лёгких орудий и размещалось на верхней палубе или на планшире с помощью вертлюгов. Это были небольшие бомбарды (иногда можно встретить название «ломбарда», например, в дневниках первого путешествия Колумба в изложении Бартоломе де Лас Касаса), казённозарядные вертлюжные пушки, называемые испанцами «версос» (исп. versos) en:Breech-loading swivel gun, лёгкие вертлюжные пушки. Также на вооружении команды были аркебузы, арбалеты, алебарды, мечи и другое индивидуальное оружие.
Каравеллы обычно не предназначались для морского боя с хорошо вооруженными кораблями противника, поэтому вооружение было характерным для экспедиционного корабля — артиллерия активно использовалась в десантных операциях — лёгкие бомбарды грузились на лодки и использовались на берегу.
Тем не менее бомбарды каравелл XV века обладали существенной разрушающей силой — Лас Касас в дневнике первого путешествия Колумба приводит пример применения артиллерии — в качестве демонстрации силы европейцы расстреляли из бомбард корпус севшего на мель нао «Санта-Мария».
Стреляли эти орудия каменными и свинцовыми ядрами или картечью. Свинцовые заряды изготавливались на борту корабля.
В XVI веке, с появлением пушечных портов и тяжелых корабельных орудий, caravela de armada получает на вооружение тяжелые орудия. Количество орудий на борту каравеллы армады достигает 40, но среди этого количества учитываются также и лёгкие ручные вертлюжные пушки.

## Использование каравелл
До 1430—1440-х годов каравелла была небольшим рыбацким судном с немногочисленной командой и малым водоизмещением (до 20 тонн), зачастую частично беспалубным. Такие суда помимо рыбного лова использовались как небольшие торговые суда.
Около 1440 года португальцы начали использовать каравеллы-латины для походов вдоль западного побережья Африки, хотя до этого для исследования использовались более примитивные суда — барки и баринели. С 1441 года португальцы начали использовать каравеллы для работорговли вдоль западного побережья Африки.
Во второй половине XV века каравеллы-латины, вытеснившие более примитивные барки и баринели, активно используются португальцами для обслуживания западного побережья Африки (в основном для работорговли) и для исследований, которые продвигаются всё дальше на юг. В 1487-88 годах Бартоломеу Диаш, эскадра которого состояла из двух небольших каравелл-латин и вспомогательного судна с прямым парусным вооружением (вероятно, барк или баринель), совершает поход в Индийский океан, огибая мыс Доброй Надежды. По возвращении из этого похода, Бартоломеу предложил изменения в конструкции кораблей для таких дальних исследовательских путешествий — более высокие борта, более вместительный корпус, подобно средиземноморским караккам — таким образом, в походе Васко да Гамы (1497—1499 годов), в подготовке которого участвовал Диаш, принимают участие уже нау (иберийская разновидность каракк). Каравеллы в таких походах начинают играть второстепенную роль.
Каравеллы никогда не предназначались для морских сражений, хотя были отмечены участия каравелл не только в экспедиционных операциях против заморских дикарей, но и в европейских морских боях. Так, в летописях отмечено, что Жуан II (король Португалии в 1481—1495 годах) впервые поместил большие артиллерийские орудия на маленькие каравеллы, и таким образом несколько таких каравелл могли вынудить большие суда сдаться, так как их манёвренность не позволяла взять их на абордаж, а мощная артиллерия представляла серьёзную угрозу для противника. Другие исторические записи показывают, что в 1476 году португальцы использовали вооруженные каравеллы против Кастилии, а через год Кастилия применила свои вооруженные каравеллы против португальцев в Африке.
С начала XVI века на сцену выходят более серьёзно вооружённые четырёхмачтовые caravelas de armada, водоизмещение которых в 2-3 раза больше, чем у каравелл исследований XV века. Они участвуют в походах индийских армад, которые Португалия снаряжает в первой половине XVI века, но главную роль в этих эскадрах играют более крупные каракки. Каравеллы армады принимали активное участие в колониальных войнах Португалии против Османской империи, Египта, Персии и правителей Индии.
В прибрежных районах, не только Европы, но и в колониях, небольшие каравеллы использовались как рыбацкие лодки, как транспортные и торговые суда, как посыльные корабли. Небольшая осадка и хорошая маневренность делала малые каравеллы удобными судами на мелководье и для хождения по рекам. Роль универсального судна небольшие каравеллы играли с XIII по XVIII век.

## Исторические источники информации о каравеллах
До нас дошло на удивление мало материалов, по которым можно было бы достоверно восстановить конструкцию каравелл XV—XVI века. В отличие от каракк, когов, дракаров и даже древнеегипетских лодок, нет ни одного, хотя бы частично сохранившегося, корпуса каравеллы. Также, в отличие от каракк, каравеллы практически не изображались в живописи той эпохи. Первые технические описания конструкции кораблей (в том числе, отчасти, каравелл) появились лишь в конце XVI века, в пору заката этого типа судов и расцвета галеонов. Чертежи кораблей появились ещё позже.

### Письменные источники

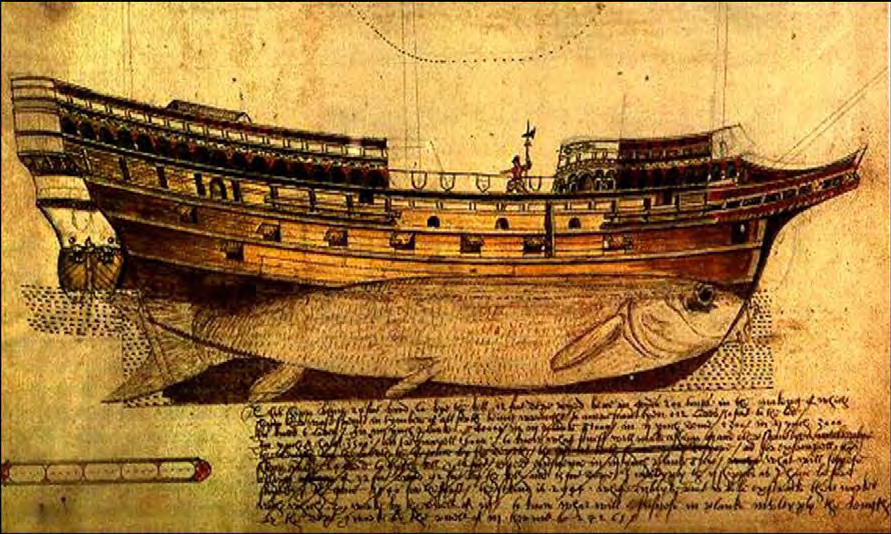
Оливейра в «О Livro da Fábrica das Naos» строит изложение о пропорциях корабля на основе аналогии между корпусом судна и телом рыбы

О Livro da Fábrica das Naos. Неоконченный трактат, датируемый 1580 годом и написанный доминиканским монахом-историком Фернаном де Оливейра, продолжение трактата Ars Náutica (1570) того же автора. Ценный источник XVI века по средневековому кораблестроению, особенно иберийскому.
Это одна из первых книг по кораблестроению. До этого мастерство передавалось устно и с помощью только практических навыков. Сам Оливейра в трактате говорит, что кораблестроение не преподавалось в прошлом, и было скрыто от масс, поэтому автор решил создать этот трактат как руководство по кораблестроению.
Трактат написан в конце XVI столетия, когда каравеллы уже не были основным исследовательским судном. Основной тип судна, конструкция которого рассматривается в трактате — нао — судно более крупных размеров, чем каравелла открытий. Но общие сведения о кораблестроении, пропорции корабля, подбор материалов дают представление и о строении каравелл того периода.
Instrucción Náuthica para el Buen Uso y Regimiento de las Naos, su Traza y Govierno. Испанский манускрипт доктора Диего Гарсия де Палацио, изданный в 1587 году.
Naos, su Traza y Govierno
Livro Náutico
Livro Primeiro da Architectura Naval
Livro de Traças de Carpintaria

### Изображения каравелл
Изображения в живописи, в книжных иллюстрациях, на гравюрах, на морских картах и в других источниках кораблей той эпохи, когда не существовало ни чертежей, ни другой технической документации, дают ценный материал для восстановления внешнего вида и конструкции этих кораблей. Каравеллы изображались реже, чем другие основные типы судов и до нас дошло не так много графических изображений каравелл.
Самое раннее известное нам изображение португальской каравеллы датируется 5 декабря 1488: судовладелец João de Lião составил заказ на обеспечение его судна провиантом и оставил подпись с изображением его каравеллы. Подобные изображения, присутствуют среди имён испанских рыбаков, в документах, датированных началом XVI века. Все изображённые каравеллы одномачтовые.
|  |  |

### Археологические находки
Кораблекрушение на рифе Моласиз (англ. Molasses Reef) en:Molasses Reef Wreck, территория островов Теркс и Кайкос. Остатки испанской каравеллы конца XV — начала XVI века, обнаруженные в 1976, и исследованные и поднятые научными экспедициями в 1980—1986 годах. Поднятые археологические объекты хранятся в Национальном музее островов Теркс и Кайкос .
На основании найденных объектов, время кораблекрушения относят к 1510—1520 годам. Это старейший известный европейский корабль, затонувший у берегов Америки.
От корабля сохранилась очень незначительная часть: около 1 % корпуса, орудия (небольшие бомбарды) и заряды для них, глиняная посуда, чаши и кувшины, столярные, портняжные и хирургические инструменты, четыре комплекта оков, металлические части такелажа, разные дельные вещи, два якоря, 42 тонны каменного балласта.
Судно было длиной 19 метров, шириной 5-6 метров, осадкой два метра, или чуть больше.
Артиллерийское вооружение каравеллы состояло из двух небольших казённозаряжаемых бомбард (исп. versosen:Breech-loading swivel gun) и 15 вертлюжных пушек, устанавливаемых в поворотное шарнирное крепление (вертлюг) на планширь. Также на вооружении команды были аркебузы. Отдельно от бомбард и вертлюжных пушек хранились каморы — железная цилиндрическая зарядная камера, заполненная порохом, которая устанавливалась как казённая (задняя) часть орудия непосредственно перед выстрелом. Заряды для орудий изготавливались на борту судна — среди остатков корабля были обнаружены большие свинцовые листы, из которых кузнец нарезал кусочки, плавил их и заливал в бронзовую форму, также обнаруженную среди останков, получая круглое ядро. С помощью меньших форм делались заряды для аркебуз. Также были обнаружены гранаты — овальные полые чугунные шары, которые через отверстие заполнялись порохом и запечатывались запалом.
Личное оружие экипажа состояло из кинжалов и мечей. Найдено было всего одно лезвие меча и части четырёх эфесов. Отсутствие личного оружия позволяет сделать вывод, что экипаж успел покинуть тонущий корабль. Из вооружения также были обнаружены остатки арбалетов.
Кораблекрушение на рифе Хайборн (англ. Highborn Cay), Эксума, Багамские острова. Каравелла, затонувшая на рифе в районе Эскумы (Багамские острова) в начале XVI века, ориентировочно в 1520 году. Останки были обнаружены в 1965 году дайверами-спортсменами. Раскопки и подъём остатков были начаты в 1986 году.
Небольшая часть набора и обшивки корпуса сохранилась благодаря тому, что были покрыты балластом. Толщина обшивки составляла 6 см. Все деревянные элементы корпуса были сделаны из дуба. В качестве балласта использовались камни размером более 50 см.
Длина киля 12,6 метров, общая длина около 19 метров, ширина 5-5,7 метров.
По конструкции это судно схоже с каравеллой, погибшей на рифе Моласиз. Возможно, это один из кораблей, потерянных Пинсоном в 1500 году.

## Реплики (современные полноразмерные копии) каравелл
- В музее Бартоломеу Диаша в Мосселбай (ЮАР) установлена полноразмерная реплика каравеллы 1488 года. Копия была построена и подарена музею правительством Португалии в 1987 году к 500-летию открытия мыса Доброй Надежды Диашем. Своего места назначения каравелла достигла своим ходом.
- «Нинья» и «Пинта» — реплики каравелл Колумба, построенные к 500-летию открытия Америки в 1988 и 1992 году соответственно.
- «Boa Esperança» — португальская реплика каравеллы эпохи Великих географических открытий. Построена в 1991 году в Лагуше (Португалия) для привлечения туристов.
- «Vera Cruz» — португальская реплика каравеллы эпохи Великих географических открытий. Построена в 2000 году к 500-летию открытия Бразилии европейцами.
- «Notorious» — реплика каравеллы XV века, построенная австралийским энтузиастом Грэмом Уили (англ. Graeme Wylie) в 2012 году (начата в 2002 году).en:Notorious (ship)

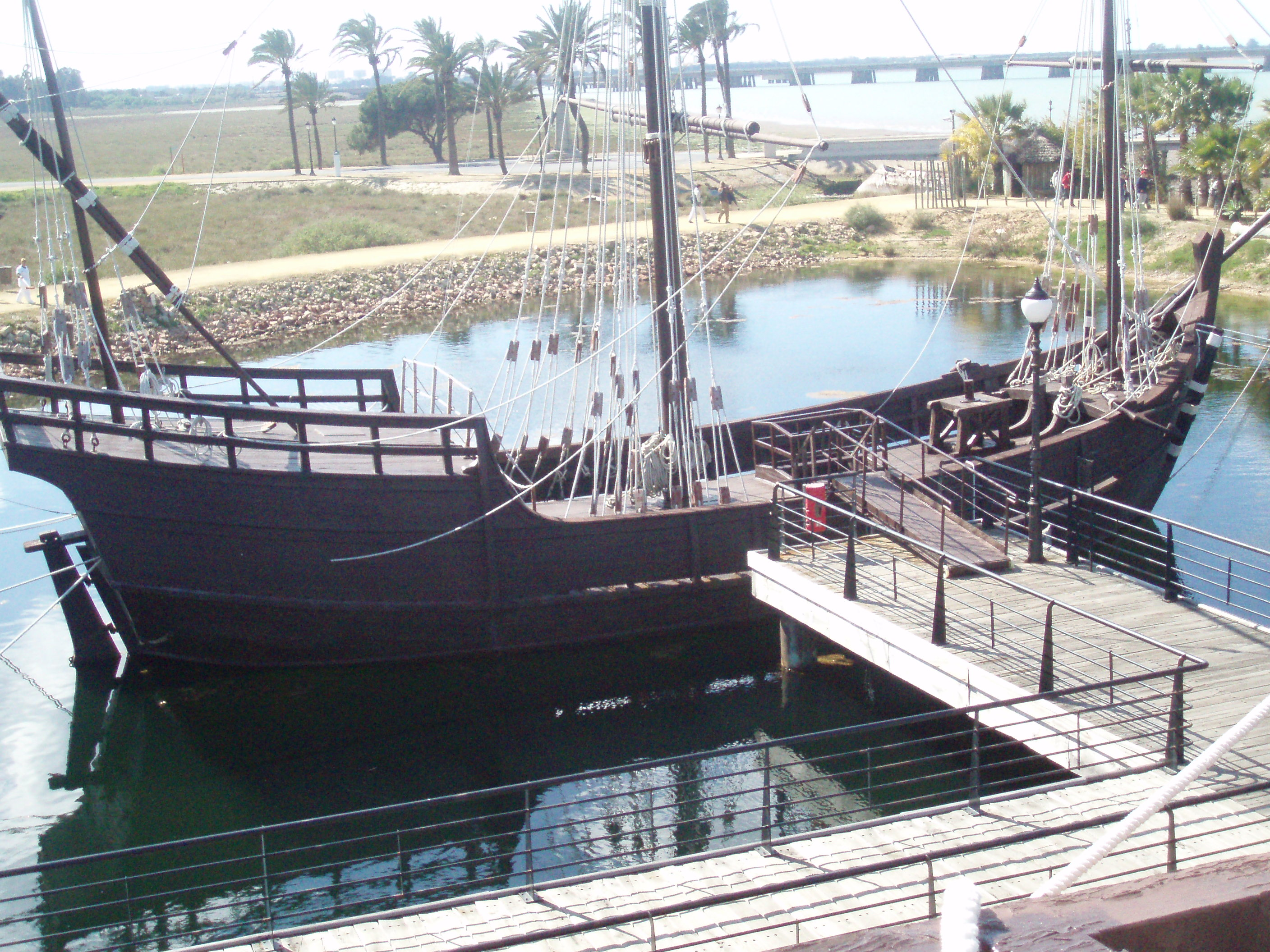
«Нинья»
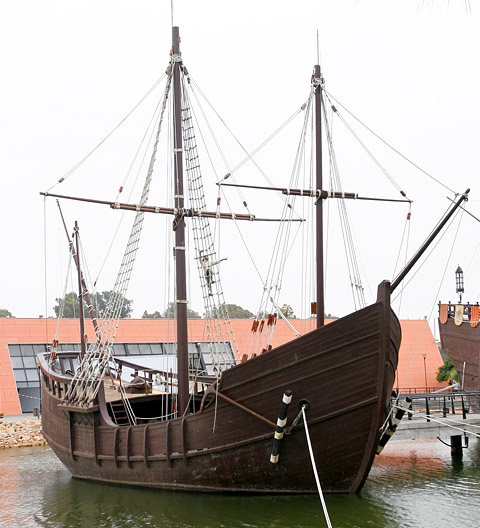
«Пинта»
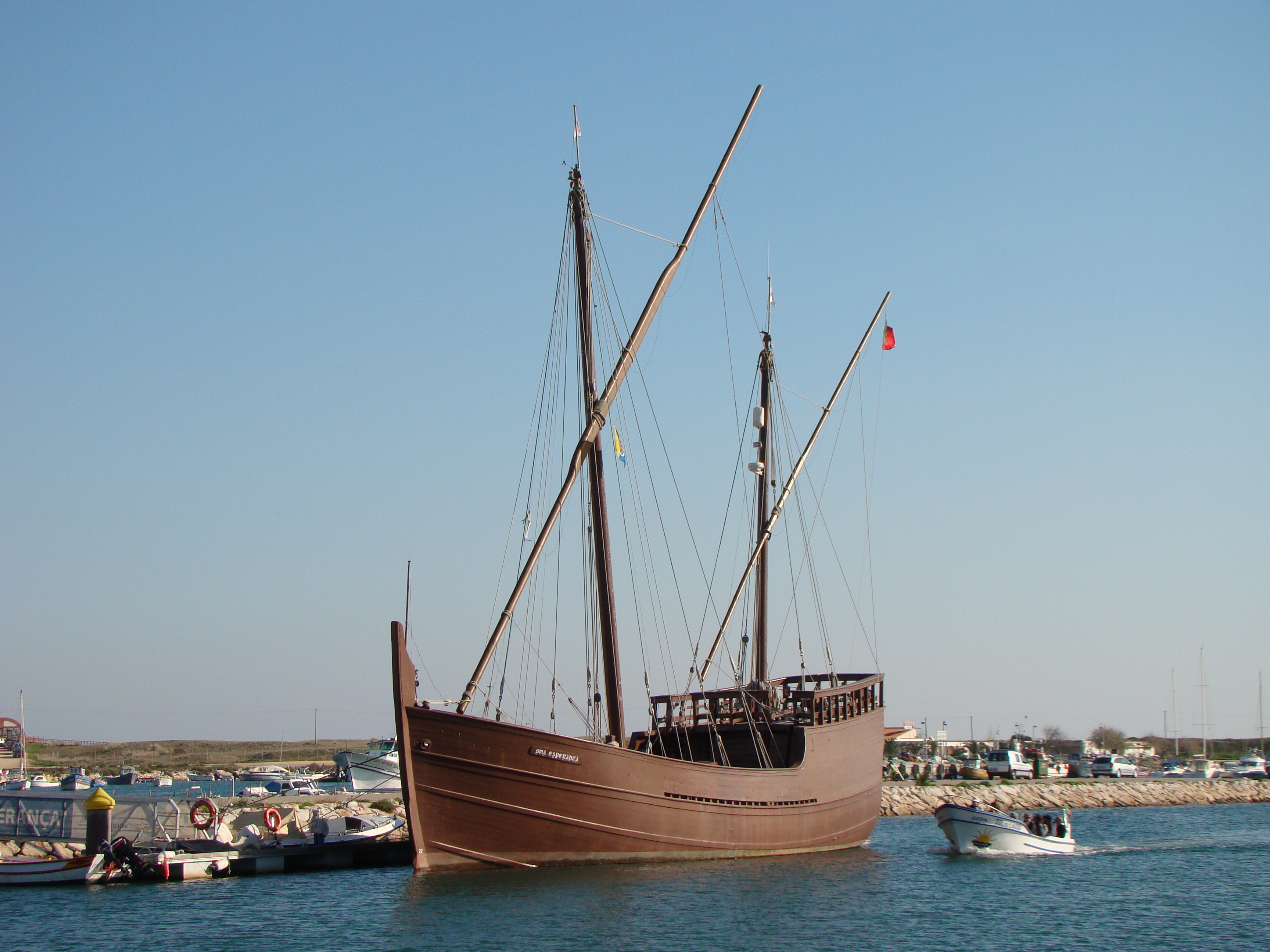
«Boa Esperança»
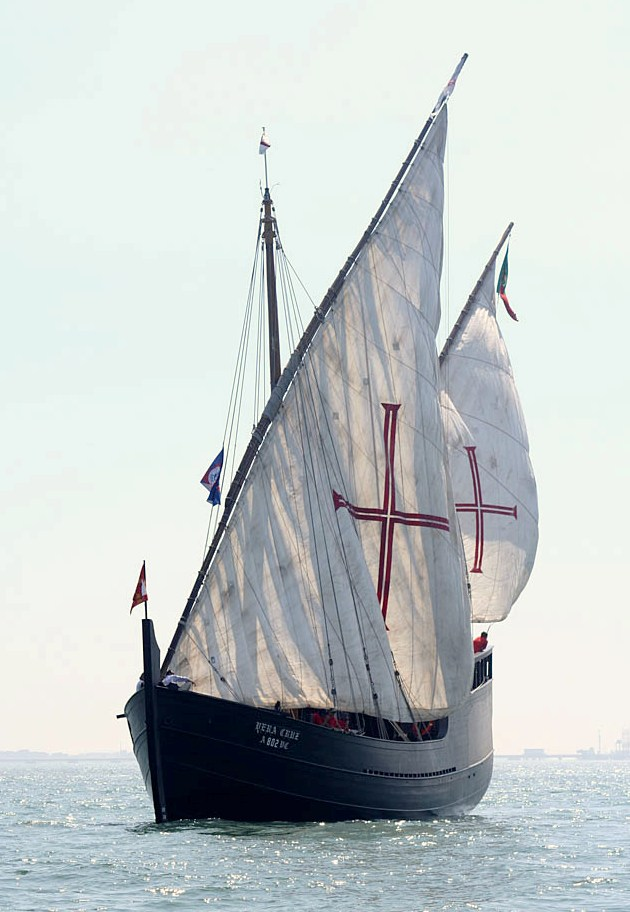
«Vera Cruz»
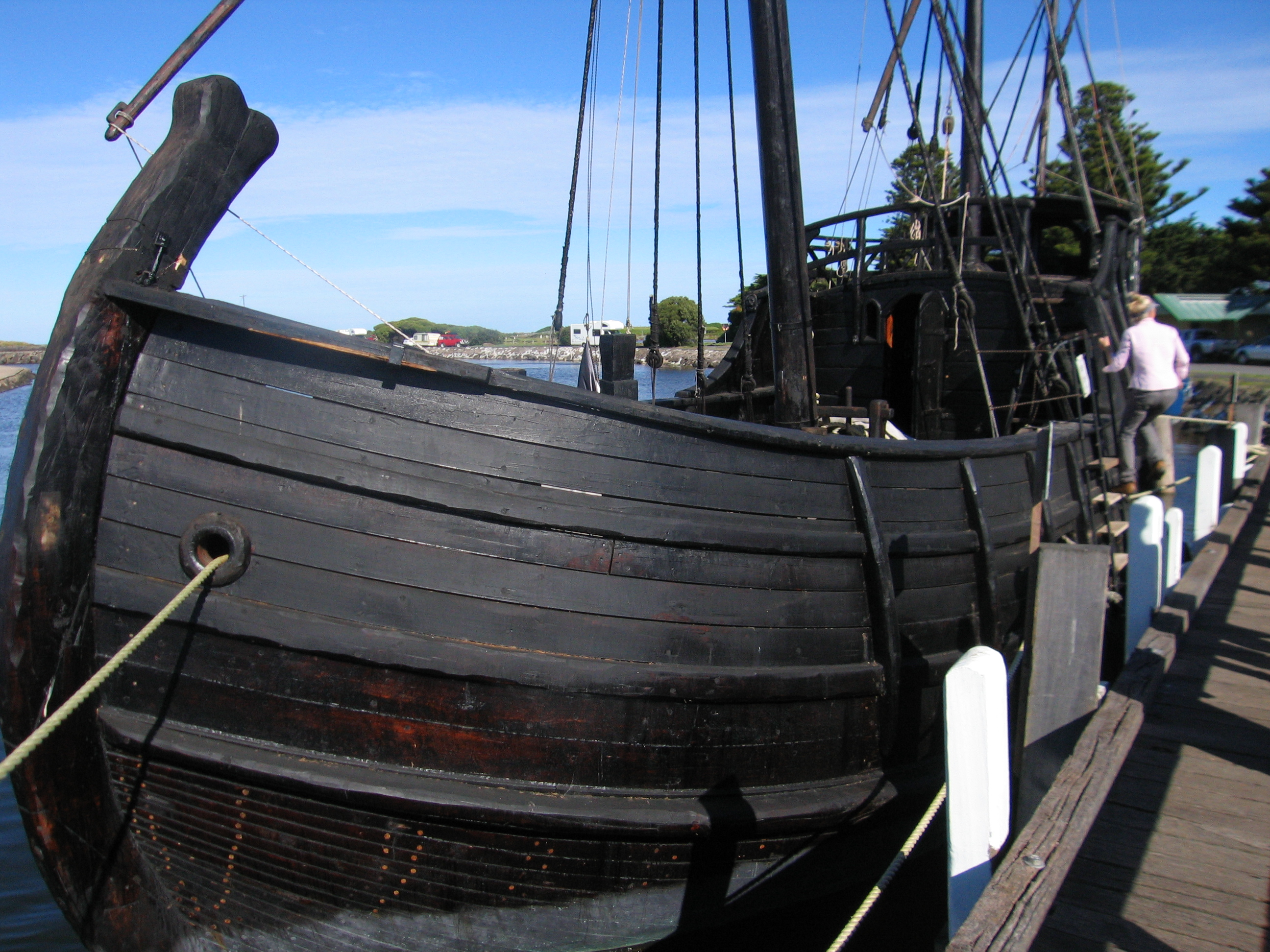
«Notorius»